# Raúl Shaw Moreno
Raúl Shaw Moreno (Oruro, Bolivia, 30 de noviembre de 1923 - Buenos Aires, 13 de abril de 2003) fue un cantante y compositor de boleros boliviano radicado en Argentina, famoso en toda Iberoamérica durante los años cincuenta y parte de los sesenta.

## Biografía
Sus padres fueron el profesor Roberto Shaw Gallardo, hijo de un irlandés residenciado en Oruro, y Clotilde Boutier. Raúl fue el segundo de los siete hijos del matrimonio. A los trece años ganó un concurso de cantantes patrocinado por el Teatro Municipal de Oruro, y se presenta con éxito en la Radio el Cóndor de esta misma ciudad. (fotografía de época).
A principios de los años cincuenta se traslada a La Paz, donde trabaja como dibujante técnico y es empleado público. Por esos años, junto a su hermano Víctor Shaw funda su primer grupo, el trío Los Altiplánicos, con el que comenzará a hacerse conocido en Bolivia. Dos años después, en 1948 formó el trío Los Indios, el que hace una gira por México. Posteriormente, junto a los hermanos Valdez forma parte del trío Panamerica Antawara, con el que realiza su primera grabación. Por ese tiempo escribirá su primer éxito: el bolero "Magaly".
En 2008 su hermano Víctor Shaw publicó una biografía: Cuando tú me quieras, libro que incluye alrededor de 200 fotografías, una selección de publicaciones de prensa, anécdotas, reproducciones a color de las pinturas de Raúl Shaw, un recuento discográfico, letras de canciones y la historia del trío Los Panchos y la de Los Peregrinos. La obra fue presentada en el Palacio Chico de La Paz con la asistencia del viceministro de Cultura, Pablo Groux, de Alex Shaw, y del propio Víctor Shaw.

## Con Los Panchos
En el año 1951, en Santiago de Chile, Hernando Avilés, primera voz del Trío Los Panchos abandona el grupo en plena gira continental debido a sus frecuentes disputas con Alfredo Bojalil Gil (Alfredo Gil), director artístico y requintista del popular grupo. En estas circunstancias, el otro restante integrante del grupo Chucho Navarro y Alfredo Gil viajan a Bolivia, con la urgencia de encontrar un reemplazo para Avilés, a fin de proseguir la gira. Es en estas circunstancias que el mes de noviembre de 1952, Raúl Shaw Moreno audiciona para los dos miembros restantes de Los Panchos, Chucho Navarro y Alfredo Gil. En un salón del Hotel Sucre Palace, cantando para ellos Magaly, siendo aceptado inmediatamente para reemplazar a Hernando Avilés.
Su debut como primera voz de Los Panchos se produce en un recital radiotransmitido, como se usaba en aquellos años, en el Auditorio de la Radio Minería de Santiago de Chile (fotografía de época).
Los Panchos pretendieron que Raúl Shaw Boutier cambiará su nombre al artístico de Raúl Moreno, con el argumento de que sus apellidos eran extraños en un cantante de boleros. El orureño se negó rotundamente a hacerlo, en cambió, sustituyó su apellido materno por el de “Moreno” usando originalmente comillas en la palabra, lo que parece haberse originado en el apellido materno de Chucho Navarro.
Junto a Los Panchos se presentará en los escenarios más importantes de toda América Latina, incluyendo exitosas presentaciones en Brasil (fotografía de época), y también en Japón. En apenas 9 meses, en estudios de Argentina y Brasil el trío grabará 31 canciones consideradas clásicas de la segunda época de Los Panchos, con títulos como “Aquellos Ojos verdes”, ”Quiéreme mucho”, ”Perfidia”, ”Bésame Mucho”, “Solamente Una vez”, ”Maria Elena”, ”Amigos”, y "Lágrimas de Amor" (Canción compuesta por Raúl Shaw).
Raúl Shaw Moreno se aleja del trío en 1952, antes de cumplir un año como primera voz, por tener posiblemente desavenencias con Alfredo Gil. Otra versión para explicar su corta colaboración con Los Panchos es que su voz pastosa y de armónicos graves no encajaba en el gusto de los otros integrantes del trío, que preferían como primera voz a un tenor de registro alto, y como el contrato con Shaw era en principio por un año, se habrían separado en muy buenos términos.
En una entrevista que le fue realizada en el año 1994, afirma:

Soy un agradecido a la vida por haberme dado la posibilidad de formar parte de Los Panchos, conjunto del que soy admirador, antes que nada...

## El Trío Los Peregrinos
Después de separarse de Los Panchos, Raúl Shaw Moreno tiene una corta pero fértil estadía en Santiago de Chile. Ya está en la plena madurez de su arte musical, y despierta de la filial chilena de la discográfica "Odeón". Es así que con los chilenos Fernando Rossi y José González, forma el Trío Los Peregrinos, haciendo su debut con este grupo también en la Radio Corporación de Santiago (fotografía de época).
Con el Trío Los Peregrinos canta sus primeras canciones, tales como Cuando tú me quieras y Lágrimas de Amor, muchas de las cuales quedarán grabadas.
El Trío Los Peregrinos alcanzó un éxito enorme en Chile y en varios países suramericanos. Esto es difícil de describir hoy si se considera que en ese tiempo la música se difundía básicamente por medio de los discos y de la radio. 
A principios de 1953, el Trío Los Peregrinos en los estudios de la empresa Odeón acompañó a un joven bolerista llamado Lucho Gatica con sus voces y guitarras en sus primeras grabaciones como profesional: "Contigo en la distancia", de la autoría del cubano César Portillo de la Luz, y "Sinceridad" del nicaragüense Rafael Gastón Pérez.
Años después, al enterarse del fallecimiento de Shaw, Lucho Gatica declaró que no olvidaba que estos dos boleros que lo hicieron famoso en todo el continente eran originalmente del repertorio de Raúl Shaw Moreno.
En 1954 el trío hace una gira triunfal por Bolivia, recorriendo las principales ciudades del país y recibiendo multitudinarias muestras de cariño, pues Raúl Shaw era ya considerado un cantante de gran proyección internacional.(fotografía de época)..

## Raúl Shaw "Moreno" y Los Peregrinos

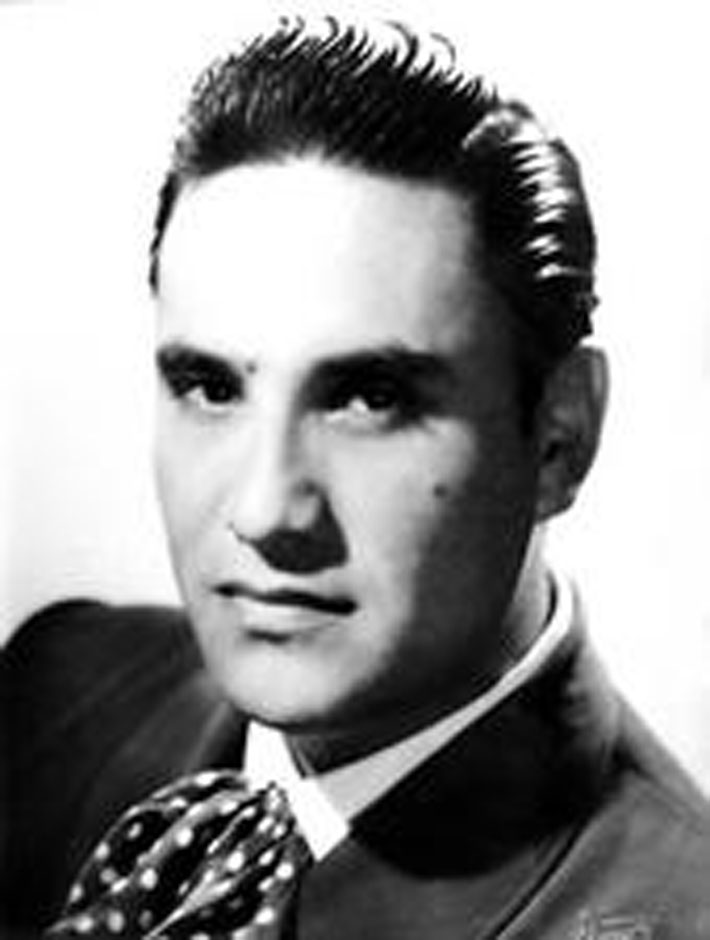
Raúl Shaw en 1951.

Raúl Shaw deseaba que al Trío Los Peregrinos se incorporase una primera voz que le permitiera a él convertirse en solista acompañado por este eventual nuevo trío, así como ellos lo habían hecho con Lucho Gatica. Al no prosperar la idea, Rossí y González se desvinculan del grupo.
Así, en 1956, el cantante convocará al cuarteto Los Indios formado por su hermano Alex Shaw, Hugo Encinas, primera voz y guitarra, Mario Barrios, ejecutante de la guitarrilla, y Luis Otero, uno de los mejores guitarristas de la época y ejecutante de charango para formar el grupo Raúl Shaw "Moreno" y Los Peregrinos (fotografía de época).
La nueva agrupación firma su primer contrato con la filial chilena de Odeón y realiza en 1955 su primer LP titulado Boleros - Música del Altiplano (carátula del disco).
Las bandas de esta grabación, tales como: Barquita de Vela Vela, Nuestro Ayer, la célebre polca Palmeras del compositor Orureño Gilberto Rojas, Sabrás que te quiero, además de los temas grabados en discos 45 RPM y 78 RPM también para la Odeón de Santiago, entre ellos: las guaranias Para no llorar, Mis Noches sin ti, los boleros Cuando tú me Quieras, En ésta Noche Serena y La Barca, el huapango "El Jinete" del gran compositor mexicano José Alfredo Jiménez, se escucharon por más de una década en las radios de toda América Latina.
Con elaborados arreglos vocales, acompañamiento de guitarras, charangos e ideófonos, y el cubano Juan Bruno Tarraza al piano, habían innovado en el estilo musical de la época. También se destacan las armonías netamente contemporáneas al interpretar temas tradicionales bolivianos, como por ejemplo en el huayno Naranjita, o la polca-recopilación "Palmeras", lo que posibilitó una amplia difusión internacional de estos.
Eduardo Frisella, argentino, quien fuese amigo de Raúl Shaw Moreno testimonia:

“Tal fue su originalidad y éxito (de Raúl Shaw "Moreno" y Los Peregrinos), que no tardaron mucho en aparecer otros conjuntos similares tales como Antonio Prieto y sus Duendes en Chile, Rosamel Araya y sus Playeros en Argentina, Víctor Hugo y sus Caminantes en Bolivia, Jorge Valdez y El Trío Panamérica también en Bolivia, Luis Alberto del Paraná y su trío Los Paraguayos en Paraguay, entre otros."

La influencia de estos músicos en el repertorio de carácter romántico en Latinoamérica fue muy importante durante toda la segunda mitad del siglo XX, y ha permanecido aún hasta hoy en las armonías vocales de grupos como los argentinos Los Nocheros o los chilenos Natalino. Junto a Los Peregrinos bolivianos se consagró definitivamente como uno de los cultores destacados del bolero y de la canción romántica a nivel continental.
Raúl Shaw Moreno afirmaba que fue entonces cuando vivió los mejores momentos de su vida.
Con este grupo Raúl Shaw participará en 4 películas.
La revista Ecran de Santiago, por esos años realizó un concurso, Brújula de la popularidad de cantantes americanos, publicando los siguientes resultados:
1. Raúl Shaw Moreno: 8285 votos
2. Lucho Gatica: 4650 votos
3. Pedro Infante: 3507 votos
4. Frank Sinatra: 2769 votos

En 1957, Raúl Shaw "Moreno" y Los Peregrinos obtienen el Disco de Oro Odeón, por las ventas en Chile de su primer long play el que le fue entregado en un acto multitudinario realizado en el Teatro Caupolicán de Santiago de Chile.
La agrupación, en pleno éxito, se disuelve en México como resultado de un problema entre Raúl y su hermano Alex Shaw, pues este último quería cambiar el nombre del conjunto por el de "Raúl y Alex Shaw y Los Peregrinos". Raúl no aceptó la propuesta, Alex volvió a Bolivia, y la segunda y tercera voz parten para los Estados Unidos.
Alex Shaw posteriormente contó que nunca alcanzó a contar la cantidad de discos grabados por Raúl Shaw Moreno:

“Son cientos: con Los Panchos, solo, junto a Los Peregrinos —el grupo que integró en Chile—, como uno de Los Tres Caballeros... Por ejemplo, tengo como 20 vinilos con una banderita de cada país latinoamericano donde se hizo alguna edición”.

## Como solista
Después de terminada su asociación con Los Peregrinos, Raúl Shaw Moreno fue solista hasta el final de su carrera, siendo interrumpida esta condición solamente por su asociación con Los Tres Caballeros. Como solista grabó con numerosos músicos y orquestas, entre los que están por ejemplo la Orquesta de Vicente Bianchi, reconocido músico chileno, y la Orquesta de Roberto Inglez, un director, músico y arreglista nacido en Escocia.

## Raúl Shaw y Los tres caballeros
El trío mexicano de boleros, Los Tres Caballeros estaba integrado originalmente por Leonel Gálvez como primera voz, Chamín Correa segunda voz y Roberto Cantoral, tercera voz. Este último es el compositor de los famosos boleros "El Reloj" y "La Barca". Cuando Leonel Gálvez abandona el trío, Raúl Shaw Moreno, se incorpora al grupo como su primera voz, por un tiempo relativamente corto. Con éste trío grabó un LP de 10 temas.

## Segunda etapa con Los Panchos
En 1970, al cumplir el trío Los Panchos 25 años de existencia, Alfredo Gil y Chucho Navarro invitan a Raúl Shaw Moreno a ser nuevamente la primera voz del grupo. Cantan, esta vez como cuarteto, acompañados por la Orquesta Sinfónica de México en el Palacio de Bellas Artes. Además, emprenden una gira por Europa y Asia. En Japón sus presentaciones son muy concurridas. En Tokio, en carteles callejeros se podía leer entonces: “Nuevo cuarteto latino, nuevo show en Tokio: Raúl Shaw Moreno y el Trío Los Panchos”.

## El compositor
Con el guitarrista Mario Barrios compuso varios boleros de gran éxito y algunos ritmos bolivianos. Los boleros Cuando tú me quieras, Solo cenizas, Nuestro ayer, Qué saben de mí y El espejo, el taquirari Desilusión y la guarania Para no llorar, pueden citarse como lo más importante de la producción de ésta sociedad. En solitario, compuso canciones memorables: el bolero Lágrimas de amor, el bailecito Noche chapaca y los huayños Pollerita y Borrachito ladrón

## Otros aspectos de su vida
Raúl Shaw se casó tres veces. Con la paceña Marta Salazar, con la cruCeña María Fernández, y con la argentina Lilia Archurrut Sineo. Tuvo tres hijos.
Su hijo menor, Carlos Shaw, fruto de su matrimonio con Lilia Archurrut Sineo, es un conocido músico electrónico argentino.
Tras su retiro, vivió sus últimos años en Buenos Aires, dedicándose de lleno a la pintura, la otra pasión de su vida, después de la música. Su obra plástica revela a un fino dibujante y a un pintor de indudable oficio. Hizo exposiciones de su trabajo pictórico en Perú, Argentina y Japón.
Los restos del cantante descansan en el Mausoleo de los Notables de su ciudad natal. Parte de sus cenizas fueron depositadas simbólicamente en el altar mayor del Templo de Socavón.

## Reconocimientos
- Disco de Oro Odeón (1957).
- Hijo Predilecto de Oruro, (1964) es declarado por el alcalde Alfredo Rivas Jenkins, en una audición de gala realizada en el Teatro Municipal de Oruro, donde ofrece una selección de canciones con el acompañamiento del conjunto Los Emperadores de Oruro.
- “Escudo de Armas de Oruro”, (1974). En un acto realizado en la Plaza 10 de febrero recibe del alcalde Cristián Sierra Tovar el “Escudo de Armas de Oruro”, realizando una función en el teatro Gran Rex.

## Discografía
- 1955 - Música del altiplano
- 1957 - Music of Bolivia, Con Los Peregrinos
- 1962 - Cuando tú me quieras, Con Los Tres Caballeros, Roberto Cantoral y Benjamín Correa
- 1964 - 3 épocas, Con El Trío Los Panchos y Hernando Avilés
- 1965 - Music of Bolivia, Con Los Peregrinos (Para exportación)
- 1966 - Mis primeros éxitos vol. II, Con Los Peregrinos
- 1972 - Los mejores éxitos
- 1973 - Regálame esta noche
- 1973 - Lágrimas del alma
- 1973 - Cantando romántico y taquirari
- 1973 - El retrato de Raúl Shaw Moreno
- 1974 - Éxitos monumentales de Raúl Shaw Moreno
- 1975 - Cuando tú me quieras
- 1977 - Raúl Shaw Moreno y sus éxitos
- 1978 - Por qué ya no me quieres y otros éxitos
- 1979 - Hoy... en vivo y directo, Guitarra: Rafael Ríos
- 1980 - Sabrás que te quiero...
- 1980 - Las canciones que amo
- 1990 - 16 de sus más grandes éxitos (Con Jorge Fernández y Fernando Fernández)
- 1997 - El disco de oro
- 1998 - Mis éxitos con El Trío Los Panchos
- 2005 - Mis primeros éxitos... Y de siempre! homenaje Vol. I
- 2005 - Mis primeros éxitos... Y de siempre! homenaje Vol. II
- 2005 - Mis primeros éxitos... Y de siempre! homenaje Vol. III